# Резе-2 (кантон)
Резе-2 (фр. Rezé-2) — кантон во Франции, находится в регионе Пеи-де-ла-Луар, департамент Атлантическая Луара. Входит в состав округа Нант.

## История
Кантон образован в результате реформы 2015 года. 

## Состав кантона с 22 марта 2015 года
В состав кантона входит город Резе (кроме южных кварталов, входящих в состав кантона Резе-1).

## Политика
С 2021 года кантон в Совете департамента Атлантическая Луара представляют вице-мэр города Резе Доминик Пуару (Dominique Poirout) и Франсуа Тирье (François Thiriet) (оба — Разные левые).
|                | Кандидаты                        | Партия                  | Первый тур | Первый тур     | Второй тур | Второй тур |
| Кол-во голосов | Кандидаты                        | Партия                  | % голосов  | Кол-во голосов | % голосов  |            |
| -------------- | -------------------------------- | ----------------------- | ---------- | -------------- | ---------- | ---------- |
|                | Доминик Пуару Франсуа Тирье      | Разные левые            | 2 749      | 35,23          | 4 515      | 59,27      |
|                | Йан Кеменёр Малика Тараби        | Левый блок              | 1 977      | 25,34          | 3 103      | 40,73      |
|                | Оливье Буссо Валери Жаноска      | Вперёд, Республика!     | 1 282      | 16,43          |            |            |
|                | Агата Алкович Грегори Ле Галь    | Разные центристы        | 1 107      | 14,19          |            |            |
|                | Клеман Шебанье Гюлазор Юзёнпинар | Коммунистическая партия | 688        | 8,82           |            |            |

|                | Кандидаты                         | Партия                  | Первый тур | Первый тур     | Второй тур | Второй тур |
| Кол-во голосов | Кандидаты                         | Партия                  | % голосов  | Кол-во голосов | % голосов  |            |
| -------------- | --------------------------------- | ----------------------- | ---------- | -------------- | ---------- | ---------- |
|                | Самуэль Ландлье Малика Тараби     | Социалистическая партия | 4 097      | 36,56          | 6 457      | 63,89      |
|                | Антуан Готье Брижитт Дусе         | Правый блок             | 2 509      | 22,39          | 3 650      | 36,11      |
|                | Бернадетт Кодрон Про Стефан Малле | Разные левые            | 1 755      | 15,66          |            |            |
|                | Жан-Поль Дюбуа Луиза Мезоннёв     | Национальный фронт      | 1 689      | 15,07          |            |            |
|                | Мирей Перно Пьер Шовен            | Левый фронт             | 785        | 7,01           |            |            |
|                | Меван Гиомарш Йан Кеменёр         | Прочие                  | 370        | 3,30           |            |            |